# Krimmel (Tannheim)
Krimmel ist ein Teilort der Gemeinde Tannheim im Landkreis Biberach in Oberschwaben. Er ist der höchstgelegene Teilort der Gemeinde Tannheim.

## Beschreibung

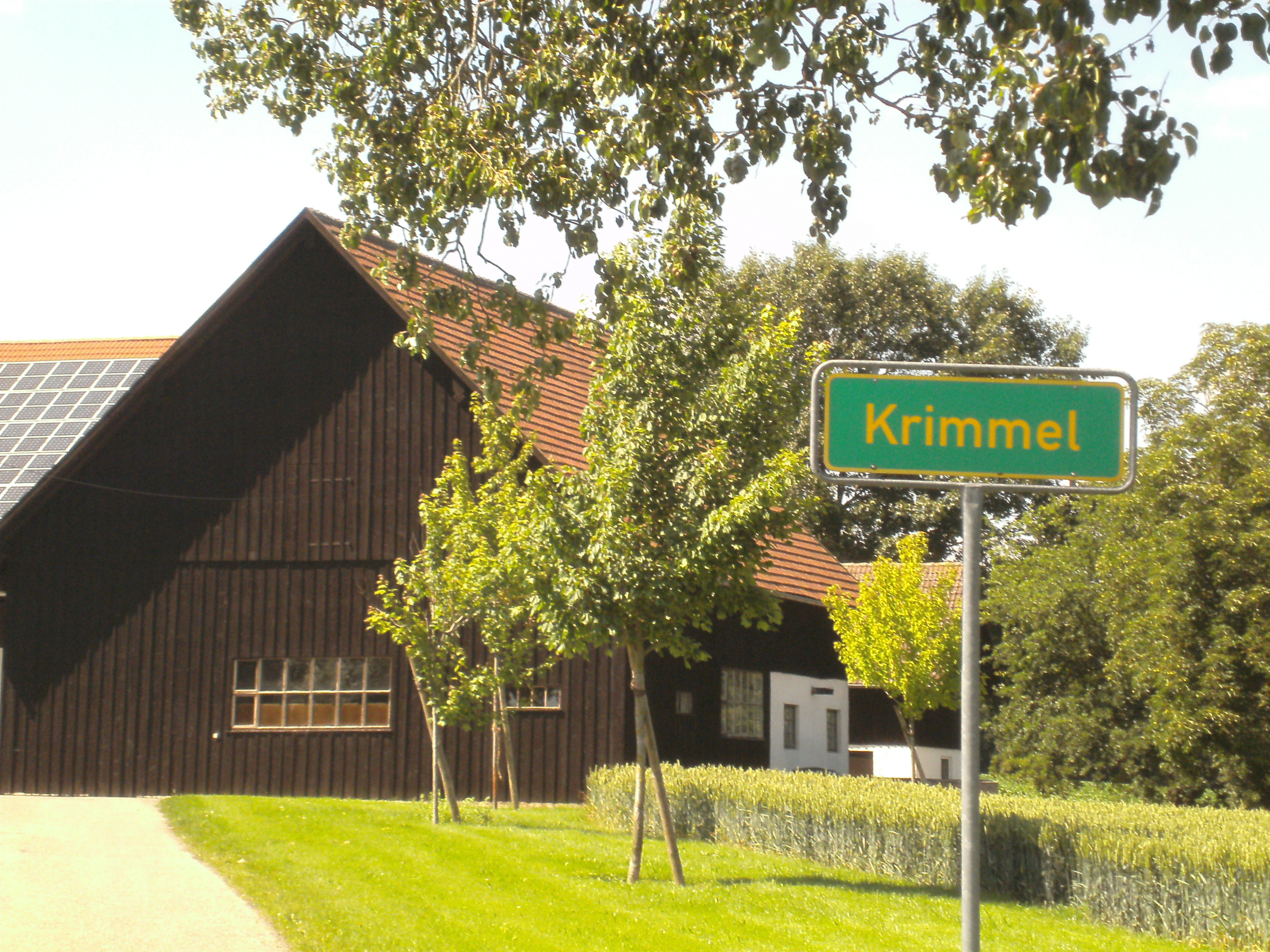
Krimmel 2011

Der Krimmel liegt ungefähr zwei Kilometer erhöht nördlich des Ortszentrums von Tannheim an der Straße von Tannheim nach Zell an der Rot einem Teilort von Rot an der Rot. Der Ort grenzt an die Gemeinden Rot an der Rot und Berkheim. Im Ort befinden sich zwei Feldkreuze, die Keltenschanze und die Erhebung "Totenkopf".
Der Ort besteht aus einem landwirtschaftlichen Betrieb mit Wohnhaus und den dazugehörigen insgesamt elf Wirtschaftsgebäuden und einem weiteren privaten Wohnhaus.

### Bauwerke
- Ehemaliger Gräflich von Schaesbergscher Gutshof

### Wirtschaft
In dem Ort befindet sich ein landwirtschaftlicher Betrieb, der die Sparte Saatbau, Rüben- und Geflügelzucht betreibt. Im letzten Jahrhundert befand sich der 110 Hektar große Betrieb im Eigentum der "Gräflich von Schaesberg’schen Forstverwaltung".